# Hamnskogen-Eriksbergs naturreservat
Hamnskogen-Eriksbergs naturreservat är ett naturreservat i Värmdö kommun i Stockholms län.
Området är naturskyddat sedan 2016 och är 35 hektar stort. Reservatet ligger på östra Djurö just öster om områden Björkås. Reservatet består av tallskog med mindre partier lövträd.